# Rhytipterna
Rhytipterna és un gènere d'ocells de la família dels tirànids (Tyrannidae). Agrupa tres espècies natives de l'Amèrica tropical (Neotròpic), les àrees de distribució de les quals es troben des de les terres baixes del golf de Mèxic a través d'Amèrica Central i del Sud fins al sud-est del Brasil.

## Descripció
Les espècies d'aquest gènere són tres tirànids diferents entre si i força grossos, mesurant entre 18,5 i 20,5 cm de longitud, dos de les quals habiten en selves humides de terres baixes a banda i banda dels Andes i la tercera (R. immunda) en boscos de terrenys sorrencs.

## Taxonomia
El gènere Rhytipterna va ser antigament col·locat a la família Cotingidae, però després de les anàlisis anatòmiques d'Ames (1971), va ser col·locat a la família Tyrannidae, proper al nombrós gènere Myiarchus.
Els amplis estudis geneticomoleculars realitzats per Tello et al. (2009) van descobrir una quantitat de relacions noves dins de la família Tyrannidae que encara no estan reflectides en la majoria de les classificacions. Seguint aquests estudis, Ohlson et al. (2013) van proposar dividir Tyrannidae en cinc famílies. Segons l'ordenament proposat, Rhytipterna roman a Tyrannidae, en una subfamília Tyranninae (Vigors, 1825), en una tribu Myiarchini (Hellmayr, 1927) al costat de Casiornis, Sirystes i Myiarchus.
El nom genèric Rhytipterna es compon de les paraules del grec antic «ῥυτις (rhutis), ῥυτιδος (rhutidos)» que significa “arruga”, i «πτερνα (pterna)» que significa “taló”.
Segons la Classificació del Congrés Ornitològic Internacional (versió 15.1, 2025) aquest gènere està format per tres espècies:
- Rhytipterna simplex - tirà ploraner gris.
- Rhytipterna immunda - tirà ploraner pàl·lid.
- Rhytipterna holerythra - tirà ploraner rogenc.